# Котельское сельское поселение
Коте́льское се́льское поселе́ние — муниципальное образование, входящее в состав Кингисеппского района Ленинградской области Российской Федерации. Административный центр — посёлок Котельский. 
Глава поселения — Таршев Николай Александрович, и.о. главы администрации — Жадан Александр Сергеевич.

## Географические данные
Находится в центральной части Кингисеппского района, на краю Ижорской возвышенности.
На землях поселения расположена большая часть ботанического заказника «Котельский» площадью более 7000 га. В этих местах произрастают ель, сосна, рябина, осина, ольха, берёза, клён, ясень, вяз, дуб, орешник. Заказник включает в себя не только массивы лесов, но и систему озер ледникового происхождения (Бабинское и др.). На территории поселения находится также трёхсотлетняя дубовая роща в деревне Велькота.
Из полезных ископаемых на территории поселения есть гравий, гравийные пески, торф.
По территории поселения проходят автодороги:
- А180 «Нарва» (E 20) (Санкт-Петербург — Ивангород — граница с Эстонией)
- 41К-008 (Петродворец — ур. Криково)
- 41К-110 (Котлы — Урмизно)
- 41К-111 (Перелесье — Гурлёво)
- 41К-112 (Домашово — Большое Руддилово)
- 41К-577 (подъезд к пос. Неппово)
- 41К-578 (подъезд к дер. Малая Рассия)
- 41К-588 (Великино — Хаболово)
- 41К-607 (подъезд к дер. Понделово)
- 41К-615 (подъезд к дер. Пиллово)
- 41К-617  (Перелесье — Арболово)
- 41К-620 (подъезд к дер. Марфицы)
- 41К-621 (подъезд к дер. Большая Рассия)

Расстояние от административного центра поселения до районного центра — 35 км.

## История
Деревня Котлы впервые упоминается в источниках в XIII веке под названием Каттила. Исконные жители этого края — представители финно-угорской народности водь. К настоящему времени эта народность почти полностью утратила язык и традиции. Раньше они занимались земледелием, рыболовством, кузнечным делом.
В XVII веке в период оккупации шведами в Котлах размещался шведский военный гарнизон. От того времени в селе сохранились остатки кирхи и шведского кладбища.
Село Котлы также известно и усадебно-парковым комплексом. Поместье принадлежало семье Альбрехтов, служивших еще императрице Анне Иоанновне.
В начале 1920-х годов в составе Котельской волости Кингисеппского уезда был образован Котельский сельсовет с центром в деревне Котлы. 
В августе 1927 года Котельский сельсовет вошёл в состав Котельского района Ленинградской области. В ноябре 1928 года к Котельскому сельсовету присоединены упразднённые Пумалицкий и Ундовский сельсоветы. 
20 сентября 1931 года Котельский район был ликвидирован, Котельский сельсовет вошёл в состав Кингисеппского района. 
16 июня 1954 года в состав Котельского сельсовета вошёл ликвидированный Руддиловский сельсовет. По данным 1966 года центром Котельского сельсовета являлся посёлок Котельский.
18 января 1994 года постановлением главы администрации Ленинградской области № 10 «Об изменениях административно-территориального устройства районов Ленинградской области» Котельский сельсовет, также как и все другие сельсоветы области, преобразован в Котельскую волость.
1 января 2006 года в соответствии с областным законом № 81-оз от 28 октября 2004 года «Об установлении границ и наделении соответствующим статусом муниципального образования Кингисеппский муниципальный район и муниципальных образований в его составе» образовано Котельское сельское поселение, в его состав вошла территория бывшей Котельской волости.

## Население
| 2006  | 2010  | 2011  | 2012  | 2013  | 2014  | 2015  |
| ----- | ----- | ----- | ----- | ----- | ----- | ----- |
| 3500  | ↘3484 | ↘3479 | ↗3571 | ↗3576 | ↗3645 | ↘3615 |
| 2016  | 2017  | 2018  | 2019  | 2020  | 2021  | 2023  |
| ↗3619 | ↘3601 | ↘3584 | ↘3492 | ↘3458 | ↘3449 | ↘3414 |
| 2024  | 2025  |       |       |       |       |       |
| ↘3363 | ↘3361 |       |       |       |       |       |

## Состав сельского поселения
| №  | Населённый пункт  | Тип населённого пункта              | Население |
| -- | ----------------- | ----------------------------------- | --------- |
| 1  | Арболово          | деревня                             | ↘4        |
| 2  | Бабино            | деревня                             | ↘2        |
| 3  | Березняки         | деревня                             | ↗14       |
| 4  | Большая Рассия    | деревня                             | →18       |
| 5  | Большие Валговицы | деревня                             | ↘17       |
| 6  | Большое Руддилово | деревня                             | ↗33       |
| 7  | Валговицы         | посёлок при железнодорожной станции | ↘6        |
| 8  | Великино          | деревня                             | ↗36       |
| 9  | Велькота          | деревня                             | ↗52       |
| 10 | Вердия            | деревня                             | ↘3        |
| 11 | Войносолово       | деревня                             | ↗44       |
| 12 | Вольный           | хутор                               | ↗6        |
| 13 | Георгиевский      | посёлок                             | ↘5        |
| 14 | Елизаветино       | деревня                             | ↘6        |
| 15 | Караваево         | деревня                             | ↘10       |
| 16 | Кихтолка          | посёлок при железнодорожной станции | →0        |
| 17 | Корветино         | деревня                             | ↘6        |
| 18 | Котельский        | посёлок, административный центр     | ↘1860     |
| 19 | Котлы             | деревня                             | ↗635      |
| 20 | Котлы             | посёлок при железнодорожной станции | ↗54       |
| 21 | Крупино           | деревня                             | ↗6        |
| 22 | Кямиши            | посёлок при железнодорожной станции | →3        |
| 23 | Липковицы         | деревня                             | ↗13       |
| 24 | Малая Рассия      | деревня                             | ↘4        |
| 25 | Малое Руддилово   | деревня                             | ↗15       |
| 26 | Марфицы           | деревня                             | ↘0        |
| 27 | Матовка           | деревня                             | →0        |
| 28 | Маттия            | деревня                             | ↗18       |
| 29 | Нарядово          | деревня                             | ↗57       |
| 30 | Неппово           | посёлок                             | ↘253      |
| 31 | Перелесье         | деревня                             | ↘23       |
| 32 | Пиллово           | деревня                             | ↗62       |
| 33 | Получье           | деревня                             | ↘0        |
| 34 | Понделово         | деревня                             | ↘6        |
| 35 | Пумалицы          | деревня                             | ↗20       |
| 36 | Раннолово         | деревня                             | ↗46       |
| 37 | Ряттель           | деревня                             | ↗29       |
| 38 | Савикино          | деревня                             | ↘8        |
| 39 | Сашино            | деревня                             | →0        |
| 40 | Тарайка           | посёлок                             | ↗39       |
| 41 | Тютицы            | деревня                             | ↘5        |
| 42 | Удосолово         | деревня                             | ↘48       |
| 43 | Ундово            | деревня                             | ↗30       |
| 44 | Хаболово          | деревня                             | ↗79       |

## Социальная сфера
На территории поселения находятся средняя школа, детский сад, Дом культуры, больница, интернат для престарелых и инвалидов.

## Экономика
Основным видом занятий населения является сельское хозяйство. На территории поселения более 7000 га земель сельхозназначения, на которых действуют 72 сельскохозяйственных предприятия молочно-животноводческого и картофелеводческого направления. Кроме того, в Котлах находится лесопункт, занимающийся заготовкой леса.

## Достопримечательности
- Усадьба Блоков-Веймарнов в д. Удосолово[26]
- Церковь Михаила архангела в д. Удосолово[27]
- Руины фабрик в д. Неппово[28]
- Часовня Почаевской иконы Божьей Матери в пос. Георгиевском[29]
- Усадьба Блоков в д. Неппово[28]
- Церковь Николая Чудотворца в Котлах[30]
- Непповская ГЭС[28]

## Археология
- Близ деревни Пиллово на оконечности одного из юго-западных отрогов Ижорского плато находится мысовое городище Втырка (Пиллово-2) последней четверти 1-го тысячелетия, имеющее наиболее полные аналогии на эстонских городищах эпохи викингов, в особенности на территории Северной Эстонии (Иру, Пада 2)[31][32]
- Городище на реке Кихтолке[33]